# 8679 Tingstäde
8679 Tingstäde är en asteroid i huvudbältet som upptäcktes den 2 mars 1992 i samband med det svenska projektet UESAC. Den fick den preliminära beteckningen 1992 EG8 och  namngavs senare efter den svenska tätorten i Gotlands kommun på Gotland, belägen vid Tingstäde träsk.
Tingstädes senaste periheliepassage skedde den 18 april 2022.